# 近代以前の日本における教科書
近代以前の日本における教科書（きんだいいぜんのにほんにおけるきょうかしょ）では、明治の学校制度確立以前の日本の教科書（学習教材）の歴史について解説する。

## 古代
『古事記』『日本書紀』によれば、王仁が『論語』『千字文』を伝えて応神天皇の皇子に教えたとされているが、真偽は不明である。また、大化の改新直前に中臣鎌足が僧旻より『周易』を習い、更に中大兄皇子を誘って南淵請安の塾に通ったとされている。
日本最初の本格的な教育機関は律令制における大学寮であるとされているが、学令によればその本科（後の明経道）においては、儒教のうちの『論語』『孝経』を必修とし、『周易』『尚書』『周礼』『儀礼』『礼記』『毛詩』『春秋左氏伝』の7経のうち、『礼記』『春秋左氏伝』を大経、『毛詩』『周礼』『儀礼』を中経、『周易』『尚書』を小経としてその組み合わせで先行する経典を定めた。
なお、用いる経典の注釈書についても『周易』は鄭玄や王弼、『尚書』『孝経』は孔安国や鄭玄、『周礼』『儀礼』『礼記』『毛詩』は鄭玄、『春秋左氏伝』は服虔や杜預、『論語』は鄭玄や何晏のものと定められていた。
なお、『春秋公羊伝』と『春秋穀梁伝』は、宝亀7年（776年）に唐から帰国した伊与部家守（伊予部宅守）が両書の解釈を伝え、延暦17年（798年）に小経に追加された。また、貞観2年（860年）には『孝経』の注釈書が大春日雄継の進言にて唐の玄宗御製の注釈書である『御注孝経（開元始注）』を採用する（ただし、孔安国については学習を妨げない）とした。
また、算道は『孫子算経』『五曹算経』『九章算術』『海島算経』『六章』『綴術』『三開重差』『周髀算経』『九司』の9書を教科書としていた『延喜式』大学寮式では全て小経に区別されているが、『九章算術』『六章』『綴術』が必修とされており、後に『周髀算経』がこれに準じるものとされている。
神亀・天平期に成立したとされている明法道・紀伝道では、前者は律令そのものを教科書として『延喜式』では「律」を中経・「令」を小経としている。
後者は当初は『文選』と『爾雅』を採用していたが、『延喜式』では『爾雅』に代わって「三史」（『史記』『漢書』『後漢書』）が採用されていずれも大経とされている。

だが、実際の貴族社会の立身に大いに影響を与えたのは、蔭位・大舎人・内舎人などの血統に基づく仕組によるところが大きく、有力貴族の子弟は大学寮への就学が義務付けられていた平安時代のごく初期を除いて家庭における教育が主体であった。
児童教育については、『蒙求』『千字文』『李嶠百廿詠』が主に用いられ、後に藤原公任が『和漢朗詠集』、藤原宗忠が『作文大体』、三善為康が『続千字文』『童蒙頌韻』を著すとこれらも用いられた。
ただし、いずれも当時の学術の主流であった紀伝道系の漢文学・漢詩に関する書籍であった。
また、儒教の経典の暗誦なども行われていたようである。
7・8歳あるいは13・14歳（時期によって違う）になると、読書始（御書始）の儀が行われ、『御注孝経』『史記』などから始められた。
成人後には天皇の場合には文章博士などが侍読を務め、摂関家でも著名な学者を家司などに任じて侍読役を務めた。
基本的には大学寮の明経道・紀伝道で採用されている書物が教科書として用いられたが、必ずしも漢籍だけでなく、日本紀講筵に見られるように『日本書紀』も扱われたほか、『群書治要』『老子』『荘子』『白氏文集』『貞観政要』『世説新語』などそれ以外の講義も広く行われていた。
また、特定個人のために作られた書籍として、菅原是善が皇太子時代の文徳天皇に授けた『東宮切韻』（散逸）、源順が勤子内親王に授けた『和名類聚抄』、源為憲が尊子内親王に授けた『三宝絵詞』、同人が藤原誠信に授けた『口遊』などがある。
平安時代後期、藤原明衡が公家の文書作成のための参考とするために日本最古の往来物とされる『雲州消息』を執筆することとなる。

## 中世
中世に入ると、寺院などに教育の主体が移り、武士や庶民の子弟が寺院などで教育を受けるようになっていく。『童子教』『実語教』などが教科書として用いられたが、次第に往来物が教科書の中心となっていく。往来物は当初は文書作成のための文例集でしかなかったが、次第にその文面の中に社会常識や知識を盛り込んだものへと変化を遂げていき、南北朝時代には『庭訓往来』が著された。

## 近世
江戸時代に入って幕藩体制が確立されると、朱子学が教育の中心的地位に立ち、幕府や藩における教育は経学・史学・文学などの漢学を中心として、これに習字や算術が付随するものとなった。
庶民の寺子屋においては、『庭訓往来』をはじめとする往来物や『童子教』『実語教』『貞永式目』、儒学関連では『三字経』『大和小学』『孝経』『小学』などが採用された。享保年間に徳川吉宗が室鳩巣に命じて編纂させた『六諭衍義大意』『五常和解』『五倫和解』も寺子屋の教科書として使われた。
幕末の国学の高揚とともに、『大日本史』（一部が刊行されていた）や『日本外史』『日本政記』『国史略』など尊皇意識を高める書籍も藩校や一部寺子屋などで採用された。